# Schützenpanzer Marder
El Schützenpanzer Marder és un vehicle de combat d'infanteria, desenvolupat per l'Alemanya Occidental, introduït el 1971.
La primera versió d'aquest vehicle estava blindat amb planxa d'acer soldada, oferint protecció contra projectils de calibre inferior a 20 mm. L'armament consistia en un canó automàtic de 20 mm, una metralladora i un míssil antitancs muntats a una torreta de dos tripulants, a més a més d'una metralladora a sobre del compartiment de tropa. En termes de mobilitat, el Marder podia assolir velocitats màximes de 75 km/h i tenia una autonomia de 520 km per carretera gràcies a un motor dièsel Daimler-Benz de 600 CV. Aquestes característiques s'han anat millorant posteriorment, a través de diferents projectes de modernització.
El desenvolupament del Marder va començar el 1960, poc després de la introducció del Schützenpanzer Lang HS.30. Els oficials alemanys van considerar aquell model mediocre i el van voler substituir ràpidament. El disseny dels prototips del Marder el van dur a terme diferents empreses competidores, fins que el 1971 se'n va aprovar la producció en sèrie. En total se'n van fabricar aproximadament 2.136 unitats, 1.161 blindats van ser produïts per Rheinstahl AG i els 975 restants els va fabricar l'empresa MaK. Alguns d'aquests blindats serien exportats anys després a d'altres estats i han estat desplegats a la Guerra de l'Afganistan, la missió de pau a Kosovo i la Invasió russa d'Ucraïna del 2022. El 1991 es va intentar desenvolupar el seu substitut, el Marder 2, que no va prosperar. El 2015 va entrar en servei l'actual successor del Marder, el Schützenpanzer Puma, després d'una tortuosa avaluació.

## Desenvolupament
Després de la Segona Guerra Mundial, l'economia d'Alemanya Occidental es va centrar en la reconstrucció del país. Tot i això, l'any 1955, el país es va adherir a l'Organització del Tractat de l'Atlàntic Nord i es va comprometre a un rearmament. En aquella època poques empreses estaven interessades en producció d'armament pel Bundeswehr, que volia material al mínim cost possible. Simultàniament, la diplomàcia alemanya estava interessada en millorar les relacions amb altres estats del continent per facilitar la integració europea. Per aquests motius, a finals dels 50, el Bundeswehr va iniciar un programa de rearmament amb equipament de l'estranger.
El 1958, com a part d'aquest programa de rearmament, van entrar en servei els blindats Schützenpanzer Lang HS.30. Aquests vehicles, dissenyats per l'empresa Hispano-Suiza i fabricats al Regne Unit, van ser el principal transport de tropes de l'Alemanya Occidental de la post-guerra. Aquests vehicles van demostrar ser d'un disseny mediocre i poc fiable. Per això, al 1959, els oficials alemanys de l'escola de tancs de Münster van començar a buscar un substitut per l'HS.30.
El gener del 1960 es va iniciar el projecte amb dos grups empresarials competidors: el primer format per Rheinstahl, Hanomag i el buró de disseny de Warnecke i el segon compost per Henschel AG i MOWAG, que el 1968 seria substituïda per Thyssen Industrie AG. Els primers prototips, molt influenciats per l'HS.30, es van completar el 1962 i anaven equipats amb un canó automàtic, un motor al centre i pesaven unes 16 tones. A la segona generació de prototips, presentada l'any 1963, es va moure el motor al frontal per afegir una rampa posterior per la tropa. Dos anys més tard, el 1965, les empreses van presentar la tercera iteració dels seus dissenys, que pesaven 26,5 tones i tenien millors sistemes de combat, amb una torreta amb el canó automàtic muntat externament. Entre l'octubre del 1968 i el març del 1969 es van avaluar deu unitats d'aquests dissenys, que van demostrar ser molt capaços tot i que les tripulacions van tenir dificultats per adaptar-se a un blindat tan avançat.
Finalment, l'any 1971 es va iniciar la fabricació en sèrie amb un encàrrec de 2.136 unitats del disseny de Rheinstahl. Aquesta empresa en produiria 1.161 unitats mentre que els 975 restants serien fabricats per Maschinenbau Kiel AG (MaK) a Kiel. El primer model seria entregat al Bundeswehr el 7 de maig del 1971, i va rebre la denominació oficial de Schützenpanzer Marder, per l'animal marta (marten en alemany).

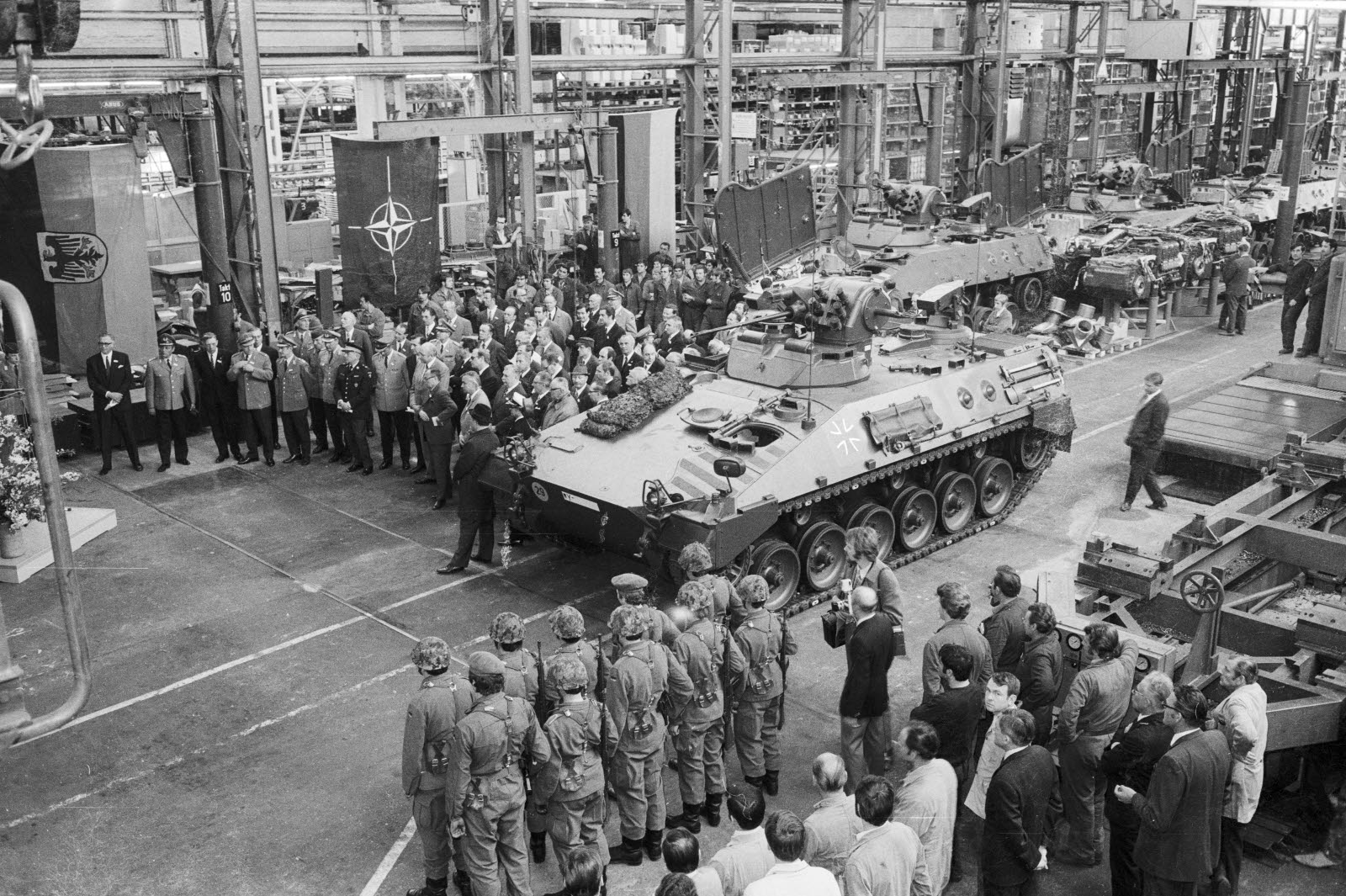
Cerimònia d'entrega del primer Marder al Bundeswehr el 7 de maig del 1971 a la fàbrica de MaK. Al fons es pot apreciar la línia de muntatge amb una bandera de l'OTAN.

## Característiques
El Marder va ser el primer vehicle de combat d'infanteria modern que va entrar en servei a un exèrcit de l'OTAN. El seu disseny va ser innovador en molts aspectes, diferenciant-se en molts apartats del seu homòleg soviètic, el BMP-1. A continuació es descriu la primera variant del Marder, el model 1 A1. Posteriorment, moltes de les característiques descrites a continuació serien modificades per millorar el rendiment del vehicle.

### Blindatge i distribució
Externament el buc del Marder té forma de paral·lelepípede amb les seccions frontal i laterals superiors inclinades, per desviar projectils enemics. Aquest buc està fet d'acer homogeni laminat d'entre 20 i 25 mm de gruix. Aquest blindatge fereix protecció contra armes lleugeres, metralla i bales perforants de 14,5 mm al frontal o, en alguns casos, fins a 20 mm.
Internament el buc està dividit en tres compartiments: motor, conducció i combat. La secció del motor està ubicada al frontal dret i està segellada hermèticament, evitant cap contaminació dels compartiments de combat o conducció. A la seva esquerra hi ha el seient del conductor. Finalment, a la part del darrere hi ha el compartiment de combat amb la torreta al centre del buc i els seients per la tropa a la part posterior del vehicle. Als laterals del vehicle, a la zona on s'assenten els soldats, hi ha dos espitlleres per disparar les armes personals. A sobre el sostre de la tropa també hi ha una metralladora MG3 que pot disparar cap al darrere del vehicle. Tota la tripulació del vehicle també està protegida d'incendis amb un sistema d'extintors automàtic i contra agents nuclears, biològics i químics mitjançant un sistema de sobrepressió.

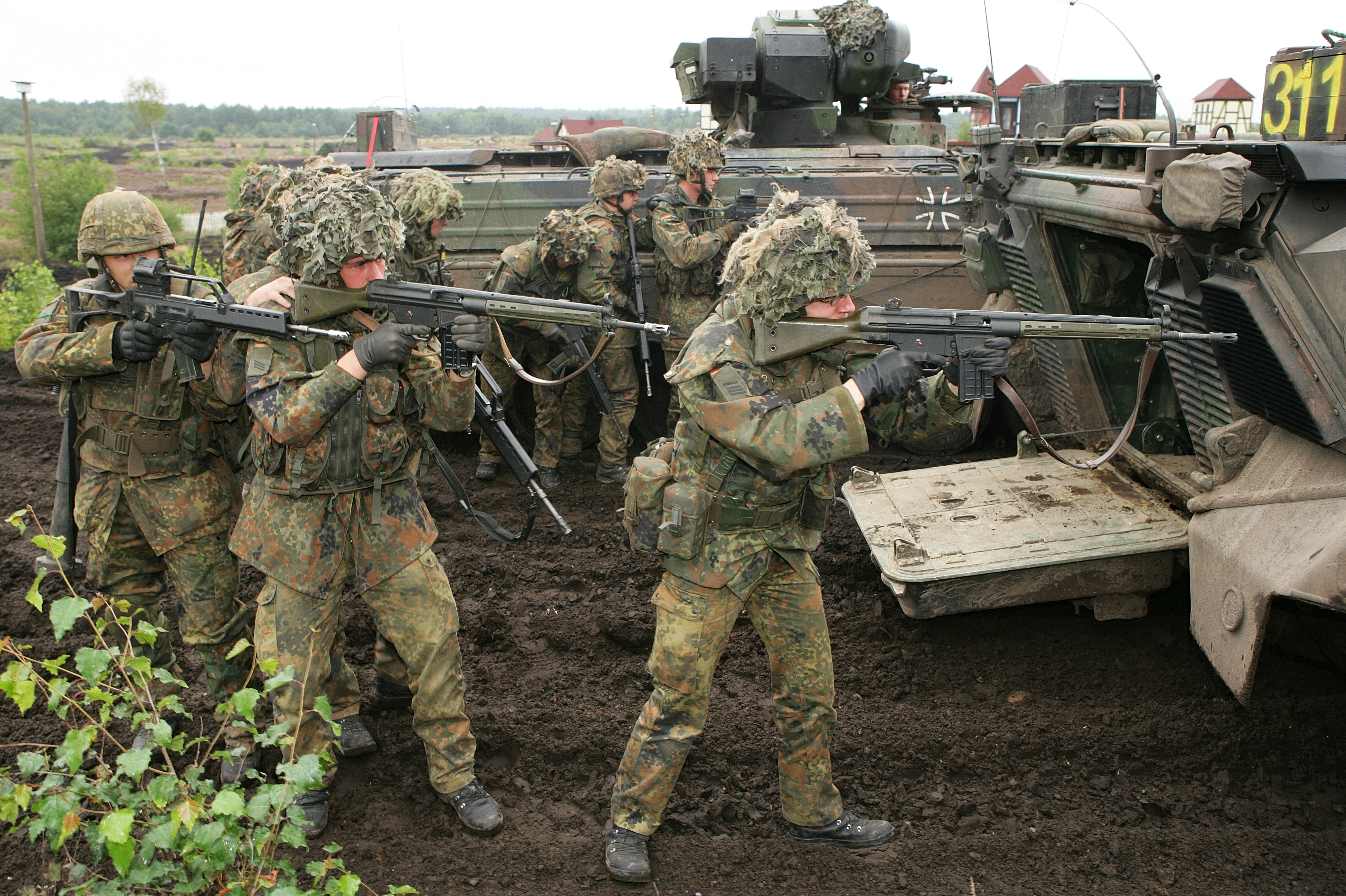
Soldats alemanys desplegats darrere d'un Marder 1 A3 durant unes maniobres l'any 2010, amb la rampa per on desembarca la infanteria encara oberta.

Per entrar i sortir del vehicle, els tripulants disposen de nombrosos accessos: dues escotilles al sostre del compartiment de conducció, una altra sobre la torreta i quatre més al damunt del compartiment de tropa. També hi ha una gran rampa, integrada al darrere del buc, permetent que els soldats embarquin o desembarquin ràpidament. Aquesta rampa és operada mitjançant un sistema hidràulic independent o, en cas d'emergència, amb una bomba manual.

### Armament
L'armament principal del Schützenpanzer Marder és un canó automàtic de 20 mm Rheinmetall MK 20 Rh 202, muntat a la torreta de dos tripulants. Aquesta peça pot disparar projectils perforants o d'alt explosiu i el Marder en transporta uns 1.250 cartutxos en total. Aquesta arma es va desenvolupar en un principi com a peça antiaèria, amb un rati de foc d'entre 880 i 1.030 trets per minut. La velocitat inicial dels projectils és de 1.044 m/s pels cartutxos d'alt explosiu i 1.100 m/s pels perforants. L'abast efectiu és de 1.600 m contra blancs aeris i uns 2.500 m contra objectius terrestres. A la dreta del canó, coaxialment, hi ha una metralladora MG3 de 7,62 mm amb uns 5.000 cartutxos disponibles. Tot l'armament de la torreta pot atacar objectius terrestres o aeris, amb un sistema de gir mecànic o electro-hidràulic que ofereix un angle de gir de 360° i una elevació de -17,5º fins a +65º. Les armes poden ser operades per l'artiller o el comandant, que poden disparar les armes mecànicament o elèctrica. Addicionalment, a la torreta també hi han 6 llançadors de fum defensius.
A més a més, a sobre la cúpula del comandant s'hi pot muntar un míssil antitancs MILAN amb trípode. Aquest míssil filoguiat té un abast de 200-2.000 m i pot disposar d'una càrrega senzilla o en tàndem, sent una amenaça per la gran majoria de tancs moderns. El llançador pot disparar un míssil i després s'ha de carregar manualment, obrint l'escotilla. Generalment es transporten quatre míssils a dins del blindat.

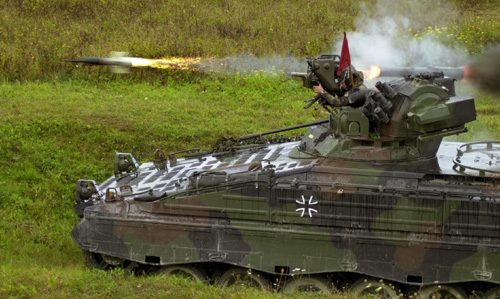
Llançament d'un míssil antitancs MILAN des d'un Marder.

Finalment, a sobre el compartiment de tropa hi ha una estació d'armes remota amb una metralladora MG3. Aquesta arma es pot fer servir des de dins del compartiment de tropa i pot atacar tant objectius terrestres com aeris, amb una elevació de -15º fins a +55º, però amb un angle de gir limitat a +/-90° apuntant cap al darrere. Aquesta arma es va suprimir a les versions posteriors al Marder 1 A1.

### Sistema motor
El motor del Marder és un model MB 833 Ea-500 fabricat per MTU Friedrichshafen GmbH, actualment part de Mercedes-Benz Group AG. Aquest motor dièsel de sis cilindres està equipat amb dos turbocompressors i està refrigerat per líquid. La potència total màxima és de 600 cavalls a 2.200 revolucions per minuts. El combustible està ubicat en tres dipòsits al compartiment de tropa, per raons de distribució de pes, i en total pot dur 652 L de dièsel. El motor està acoblat a una caixa de canvis hidromecànica HSWL 194 de la companyia Renk, amb frens hidrodinàmics integrats, que proporciona quatre marxes endavant i quatre marxes enrere. La caixa de canvis pot funcionar automàticament o manualment amb una palanca de canvis electrohidràulica. Finalment, la sortida de la caixa de canvis està connectada a la roda motriu davantera de l'eruga.

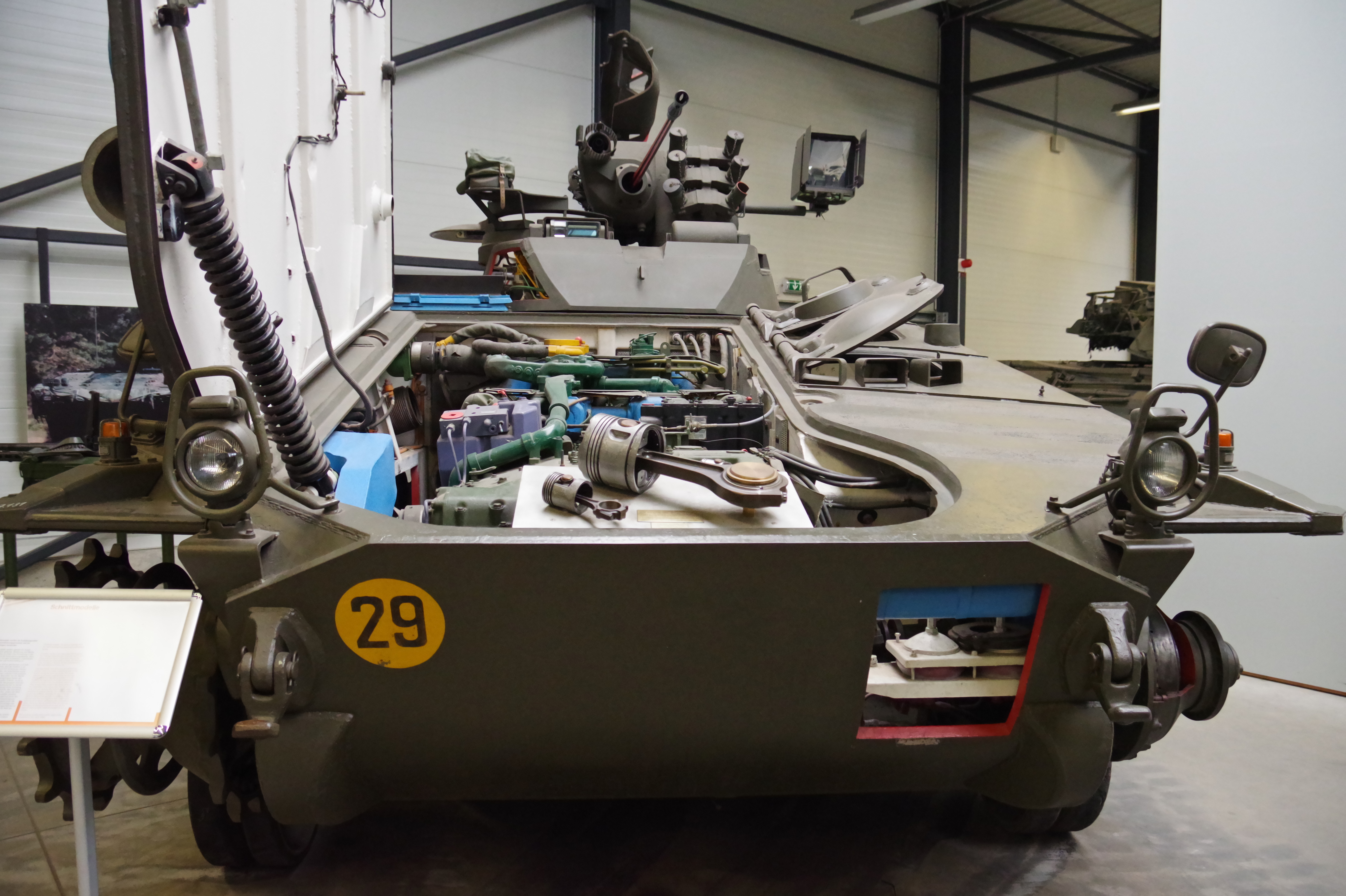
Motor Daimler-Benz MB 833 Ea - 500 muntat a un Marder exposat al Deutsches Panzermuseum de Münster el 2008.

L'eruga està composta de baules d'acer encoixinades amb cautxú, que a l'hivern es poden substituir per punxes. Cada eruga està formada per una roda motriu davantera, sis rodes de rodament a sota, tres corrons de retorn a sobre i una roda posterior. La suspensió consta de dotze barres de torsió i vuit amortidors hidràulics.
Aquest sistema motor permetia que el Marder 1 A1 assolís velocitats màximes de 75 km/h per carretera amb un abast de 520 km. Camp a través, el blindat pot superar trinxeres de 2,5 metres d'ample i pot enfilar-se per obstacles d'un metre d'alt. El Marder també té certa capacitat de travessar rius, podent-se submergir fins a 1,5 m de fondària sense preparació o 2,5 m de fondària amb preparació, encenent una bomba de sentina i aixecant una planxa frontal. També es van fer proves amb pontons inflables per superar rius de més fondària a la dècada dels 80. Finalment, el Marder també pot ser transportat per aire amb avions de gran capacitat com el C-17 Globemaster o Lockheed C-5 Galaxy.

### Equip elèctric i òptic
L'equipament elèctric del Schützenpanzer Marder està alimentat per sis bateries de 12 V i 100 Ah, connectades per oferir 24 V a tots els sistemes, que es recarreguen amb un alternador de 9 kW. Perquè la tripulació es pugui comunicar dins del blindat disposen d'intèrfons fixos. Al darrere del buc també hi ha un telèfon perquè la infanteria desmuntada es pugui mantenir en contacte amb la tripulació. Finalment, la tripulació també disposa d'un sistema de calefacció i ventilació.

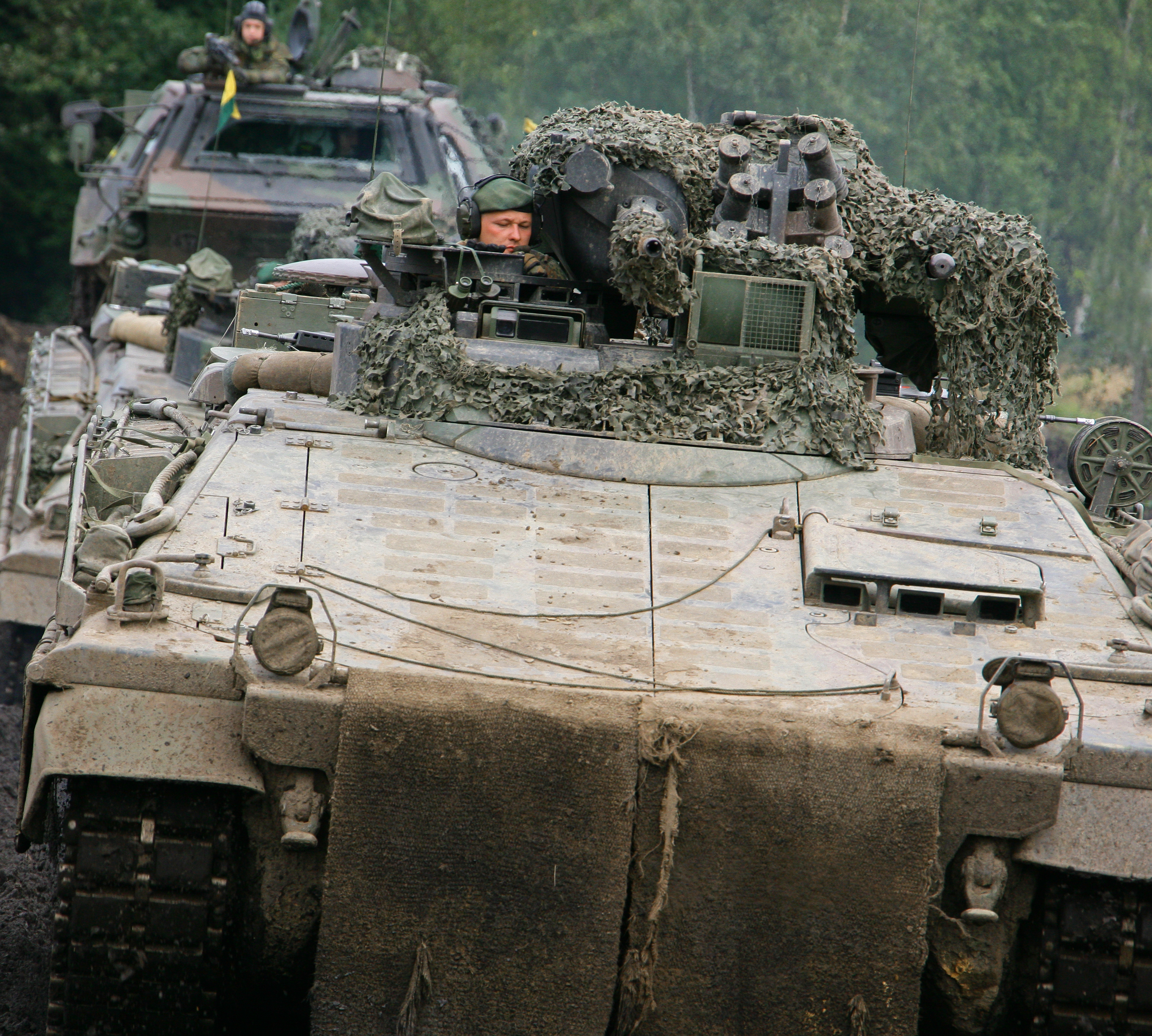
Vista frontal d'un Marder 1 A3 on es poden apreciar els periscopis del conductor i el nombrós equipament òptic de la torreta.

En termes d'equipament òptic el Marder disposa d'onze periscopis, tres dels quals són pel conductor. A més a més, per apuntar, el comandant disposa d'una mira telescòpica PERI-Z11A1 amb un augment òptic x2 o x6. L'artiller, per la seva banda, té una mira PERI-Z16. Finalment, el Marder també està equipat amb mires d'infrarojos i un sistema de localització mitjançant càmera tèrmica PERI-Z59.

## Versions
D'ençà de la seva introducció el 1971 el Marder ha estat modernitzat en diferents ocasions. Cada pocs anys s'han actualitzant els sistemes, a mesura que anaven quedant obsolets, i en algunes ocasions s'han afegit noves característiques.
La primera modernització es va dur a terme entre 1977 i 1979. Aquesta actualització es va denominar Marder A1 i va afegir el míssil antitancs MILAN, que es podia emprar muntat o desmuntat, a tots els blindats. La capacitat de seients es va reduir a sis soldats. També es va millorar l'òptica passiva, amb un intensificador de llum residual, i l'alimentació del canó automàtic, amb un sistema de doble corretja. Uns 674 blindats es van actualitzar del tot al nou estàndard, designat Marder A1+. Uns altres 350 vehicles es van modificar a una versió austera on només s'hi van instal·lar les noves òptiques, denominat Marder A1-. Finalment, els 1.112 Marder restants no es van modificar.

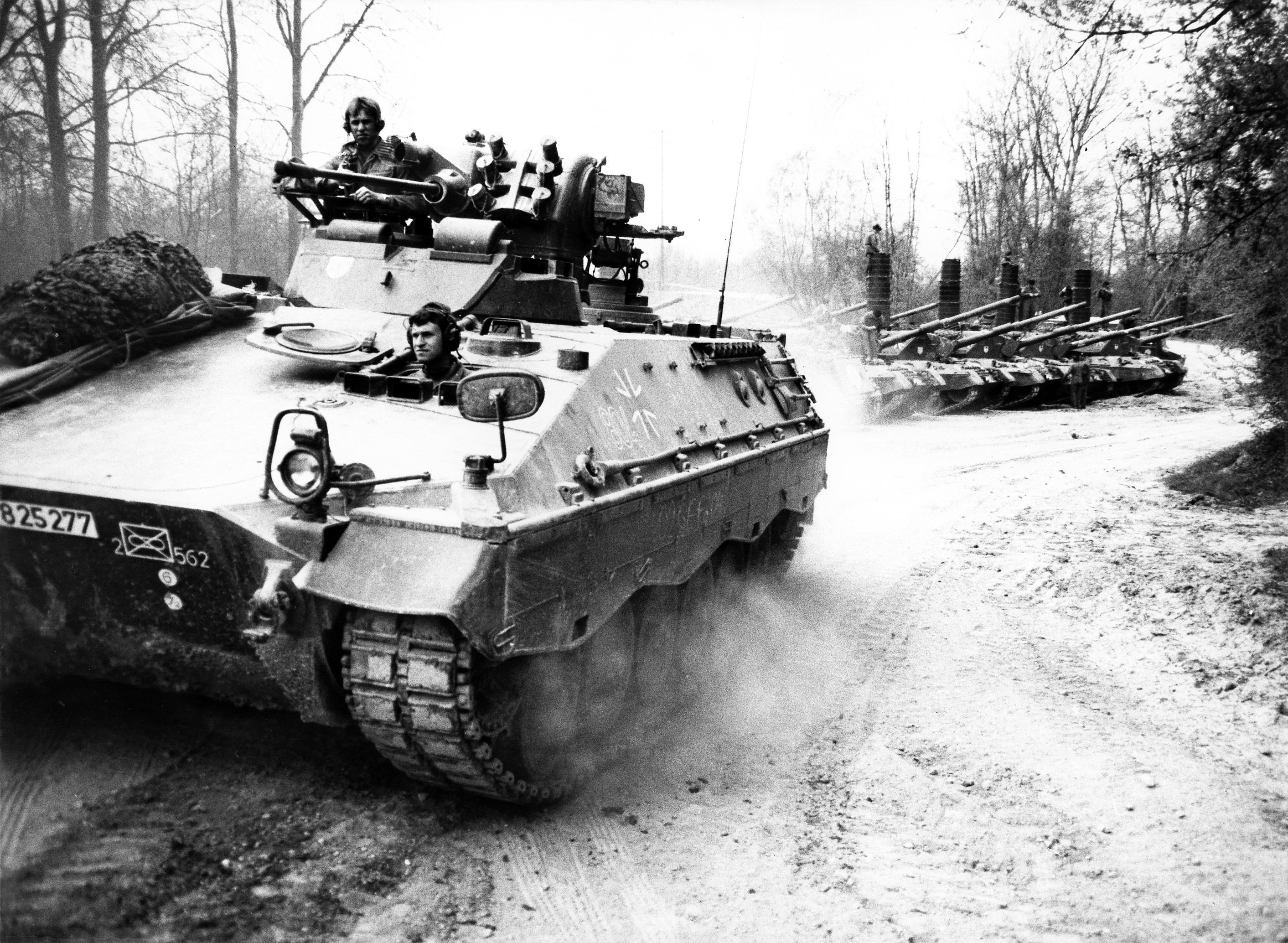
Un Marder 1 A1 durant unes maniobres del Bundeswehr l'any 1984. Al fons es poden veure tancs Leopard 1.

El segon programa d'actualització va ser entre el 1983 i 1991, que es va denominar Marder 1 A2. En primer lloc es va suprimir l'estació d'armes remota a sobre el compartiment de tropa. També es va afegir un nou sistema de visió tèrmica, model WGB-X, per l'artiller. La ràdio que hi havia fins aleshores es va substituir per un sistema SEM 80/90. L'últim gran canvi va ser la introducció de l'adaptador d'infrarojos pel míssil antitancs MILAN, el sistema MIRA.
La tercera modernització va ser entre el 1989 i el 1998, que es va designar Marder 1 A3. En primer lloc es va afegir blindatge addicional, amb capacitat d'absorbir xocs gràcies a elements de cautxú, per resistir millor els impactes d'armes com el canó automàtic del BMP-2. També es va redissenyar el compartiment de tropa, eliminant l'escotilla de darrere el conductor i una altra sobre els seients de la tripulació. La torreta va rebre més blindatge, al voltant de la metralladora, que es va moure a l'esquerra del canó, i al sistema de visió tèrmica. En total es van convertir 2.097 blindats a aquesta nova variant. Simultàniament, a alguns d'aquests blindats s'hi va afegir un sistema de comunicació SEM 93, per servir com a vehicles de comandament. Aquests models es van denominar Marder 1 A4 però no tenien diferències externes amb els A3.

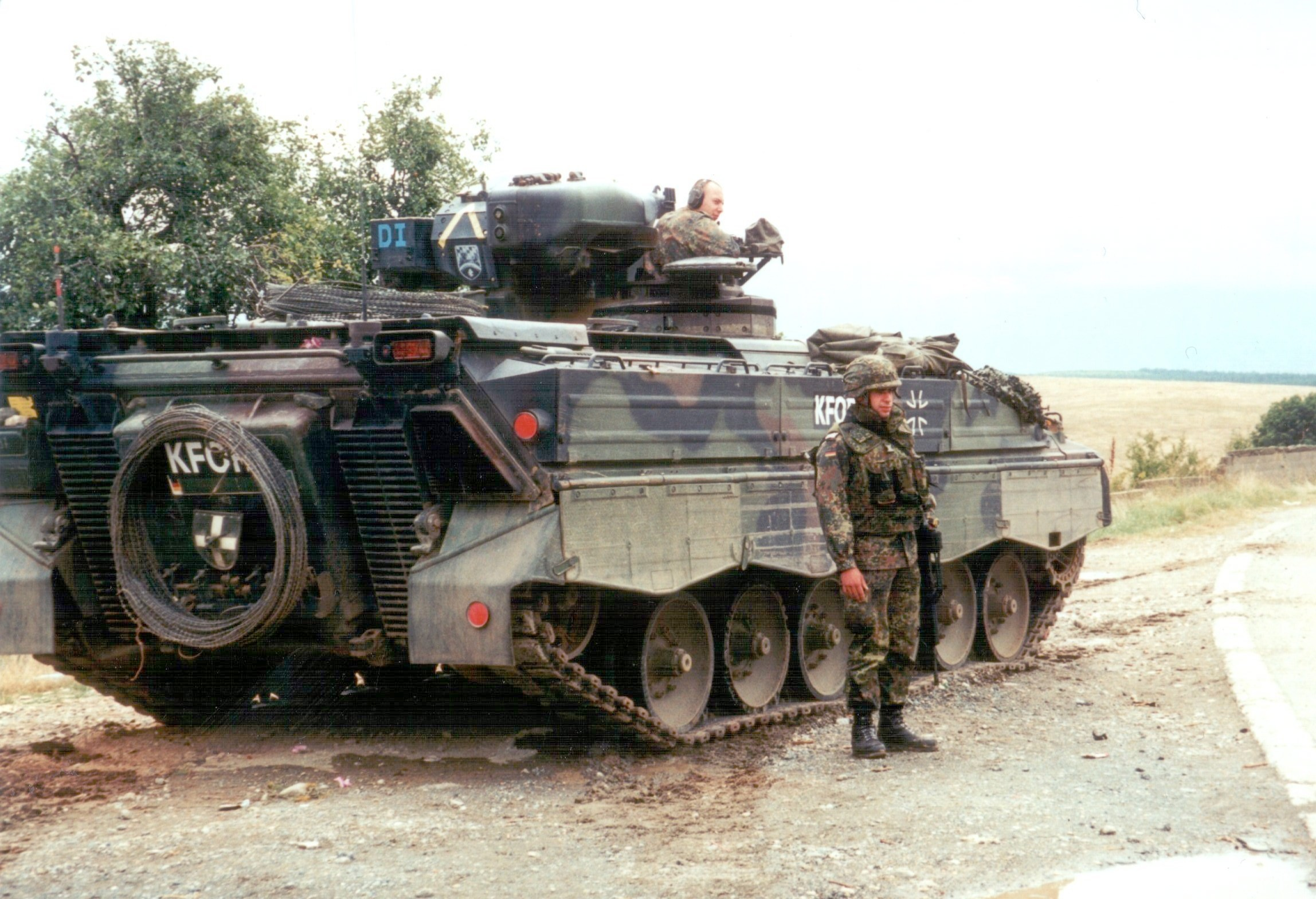
Un Marder 1 A3 alemany desplegat a la missió de pau de l'OTAN a Kosovo l'any 1999.

El quart programa d'actualització el va dur a terme l'empresa MaK System Gesellshaft MBH a partir del 2001, sota la designació de Marder 1 A5. En aquesta ocasió es van millorar els llançagranades de fum, es va instal·lar protecció contra mines antitancs, es va revisar el sistema de refrigeració de motor i l'emmagatzematge de l'equipament a bord. En una modernització posterior, el model A5A1, es va afegir un nou sistema de climatització, un sistema d'interferències CG12 i camuflatge multiespectral. El pes del blindat va incrementar-se fins a 37,5 tones, reduint la velocitat màxima per carretera a 65 km/h. També es va substituir el míssil antitancs per un model MELLS i es va experimentar amb un canó de 105 mm Rh-105-30, que no s'acabaria fent servir. Més de cent blindats es van actualitzar a aquest model, i l'últim es va entregar el 2011.

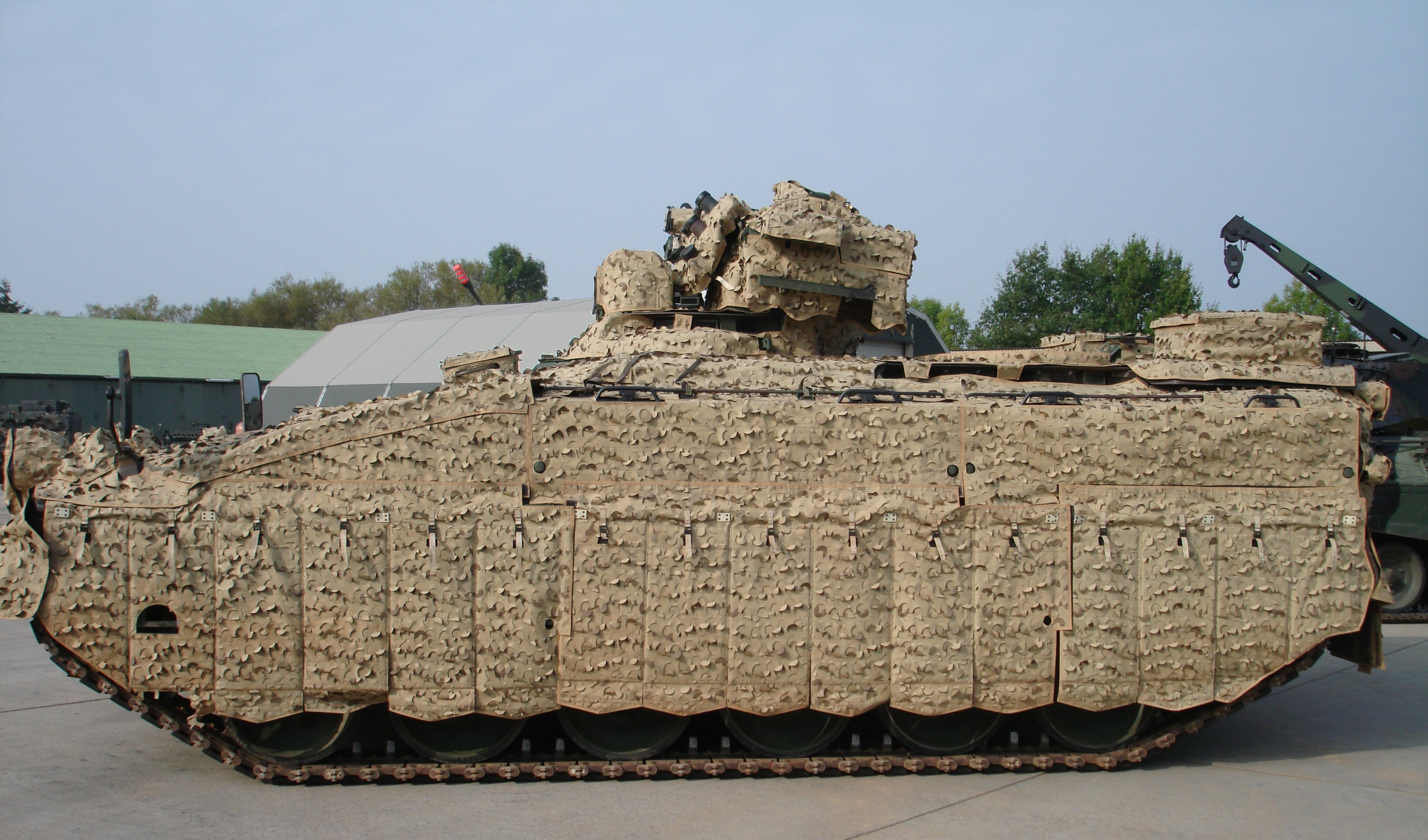
Un Marder 1 A5 amb el sistema de camuflatge actualitzat.

La darrera gran actualització del Marder, model A6, està prevista pel 2023. Inclou un nou motor de 750 CV, la substitució de l'eruga de 78 vehicles i un nou sistema òptic més modern. Aquest programa té com a objectiu estendre la vida útil del Marder ja que hi ha poques unitats disponibles del seu successor, el Schützenpanzer Puma. Aquest pla va ser aprovat el 2022 a causa de l'Invasió russa d'Ucraïna.
A part de les diferents versions també es van fer variants del Marder per a diferents propòsits, com a vehicle antiaeri o tanc lleuger, que o no van passar de la fase de prototip o s'han desplegat en petits nombres.

## Operadors
El febrer del 2022 Alemanya disposava de 253 Marder 1 A3/A4 i 71 Marder 1 A5 operatius. A més a més, l'any 2017, el Bundeswehr tenia més de 300 d'aquests blindats en reserva. Indonèsia tenia 43 Marder 1 A3 en servei actiu. Jordània mantenia un parc de 50 blindats Marder 1 A3. I les Forces Armades de Xile disposaven de 173 Marder 1 A3, que van comprar entre 2007 i 2011 per un preu de 466.000 $ la unitat.
L'any 2022, després de la Invasió russa d'Ucraïna del 2022, Grècia va subministrar 40 BMP-1 a Ucraïna. A canvi, Alemanya va enviar 40 Marders al país hel·lènic. Més endavant, el 2023, Alemanya va subministrar directament 40 Marders a Ucraïna.